# 荒子
荒子（あらこ）は、愛知県名古屋市中川区の町名。現行町名としては荒子一丁目及び荒子二丁目と荒子四丁目及び荒子五丁目と荒子町がある。荒子町には13の小字が設置されている。

## 地理
町名としての荒子・荒子町は名古屋市中川区中央部に位置し、東は吉良町・小城町、西は荒中町・高畑、南は的場町、北は高畑・上高畑、南東は若山町に接する。
名古屋市営地下鉄東山線 高畑駅を中心とした高畑から荒子にかけて区役所、警察署、郵便局、図書館といった区の施設が集積している。
周辺には荒子観音があり、加賀百万石の祖、前田利家生誕の地としても知られている。四丁目の富士天満社内に利家の誕生地碑がある。

### 字一覧
荒子町とその前身である愛知郡荒子村の小字は以下の通り。消滅した字については背景色    で示す。
| 字                         | 字                       |
| -------------------------- | ------------------------ |
| 杁ノ口（いりのぐち）       | 大池（おいけ）           |
| 起シ（おこし）             | 蒲ヶ池（がまかいけ）     |
| 上吉良（かみきろう）       | 上塩田（かみしおだ）     |
| 上流（かみながれ）         | 上野白（かみのはく）     |
| 切戸（きれと）             | 草平（くさひら）         |
| 沓後（くつご）             | 小池（こいけ）           |
| 小城（こしろ）             | 魥ヶ池（こちがいけ）     |
| 三野白（さんのはく）       | 塩屋（しおや）           |
| 地蔵前（じぞうまえ）       | 七女子（しちにょし）     |
| 下吉良（しもきろう）       | 下塩田（しもしおた）     |
| 下流（しもながれ）         | 白山（しらやま）         |
| 大門西（だいもんにし）     | 大門東（だいもんひがし） |
| 高松（たかまつ）           | 亭方西（ていほうにし）   |
| 塔堂屋敷（とうどうやしき） | 堂ノ浦（とうのうら）     |
| 中新外（なかしんがい）     | 七ツ屋（ななつや）       |
| 西吉良（にしきろう）       | 西平池（にしひらいけ）   |
| 西広田（にしひろた）       | 猫池（ねこいけ）         |
| 念仏池（ねんぶついけ）     | 野白（のうはく）         |
| 葉池（はいけ）             | 蓮池（はすいけ）         |
| 東平池（ひがしひらいけ）   | 東広田（ひがしひろた）   |
| 日願出（ひがんで）         | 引概シ（ひきならし）     |
| 平池（ひらいけ）           | 船附（ふなつき）         |
| 細米野（ほそこめの）       | 馬手（まて）             |
| 的場（まとば）             | 廻り地（まわりち）       |
| 宮窓（みやまど）           | 大和ヶ池（やまとがいけ） |
| 横手（よこて）             | 竜泉寺（りゅうせんじ）   |
| 六田池（ろくたいけ）       | 若山（わかやま）         |

## 歴史
愛知郡荒子村を前身とする。

### 町名の由来
『尾張国地名考』には、開拓された地を意味する「新治」（あらたばり）が転訛したものとある。また、荒れ地を開墾してできた新田を「あれこ」、「あしこ」と呼んでいたものが「あらこ」に変化したという説もある。

### 沿革

#### 荒子町
- 1889年（明治22年）10月1日 - 町村制施行に伴い、愛知郡荒子村大字荒子となる[1]。
- 1921年（大正10年）8月22日 - 荒子村が名古屋市南区に編入され、同区荒子町となる[1]。
- 1937年（昭和12年）10月1日 - 行政区再編に伴い、中川区所属となる[1]。
- 1945年（昭和20年）2月5日 - 一部が北江町となる[7]。
- 1952年（昭和27年）1月15日 - 一部が葉池町・大畑町となり、一部を太平通へ編入[8][9]。
- 1954年（昭和29年）10月20日 - 字七女子の一部が小塚町・松ノ木町2丁目に、字猫池の一部が小塚町に、字細米野の一部が松ノ木町2丁目にそれぞれ編入される[10]。小本土地区画整理組合の換地処分による（愛知県告示692号）。
- 1961年（昭和36年）
  - 3月25日 - 一部が的場町・小城町・若山町・上流町・馬手町・平戸町・大塩町・広田町・草平町・細米町となり、一部を葉池町・松ノ木町・宮脇町・大畑町・太平通へ編入[1][8][9]。
  - 3月28日 - 一部が掛入町・東中島町となり[11]、一部を北江町へ編入[7]。
- 1966年（昭和41年）10月1日 - 字七女子・猫池の一部が小塚町に編入される[12]。また、一部を吉良町・篠原橋通・小本本町へ編入[13][1][14]。荒子第二土地区画整理組合の換地処分による（愛知県告示682号）。
- 1970年（昭和45年）4月22日 - 一部が荒子一丁目から二丁目となる[1]。
- 1974年（昭和49年）1月10日 - 一部が荒子四丁目から五丁目・荒中町となり[1]、一部を草平町へ編入[8]。
- 1982年（昭和57年）8月29日 - 一部が高畑一丁目から二丁目・小本二丁目となり[15][13]、一部を荒子一丁目・二丁目・四丁目へ編入[1]。

#### 荒子
- 1970年（昭和45年）4月22日 - 荒子町の一部より、荒子一丁目から二丁目が成立[1]。荒子第三土地区東整理組合の事業区域により、愛知県告示第349号をもって、荒子町字上塩田・下塩田・蓮池・三野白・西吉良の各一部が荒子一丁目、荒子町字蓮池・三野白・西吉良・上野白・宮窓・塔堂屋敷・堂の浦の各一部が荒子二丁目に編入された[16]。
- 1974年（昭和49年）1月10日 - 荒子町・高畑町の各一部より荒子四丁目が、荒子町・中島新町・的場町の各一部より荒子五丁目が成立[1]。
- 1982年（昭和57年）8月29日 - 荒子町の一部を一丁目・二丁目・四丁目へ、高畑町の一部を一丁目・四丁目へ編入[1]。

2018年現在、三丁目は未成立である。

## 世帯数と人口
2019年（平成31年）1月1日現在の世帯数と人口は以下の通りである。

### 荒子町
| 町丁   | 世帯数  | 人口    |
| ------ | ------- | ------- |
| 荒子町 | 510世帯 | 1,077人 |

国勢調査による人口の推移
| 1995年（平成7年）  | 1,137人 | [ WEB 6 ]  |  |
| 2000年（平成12年） | 1,200人 | [ WEB 7 ]  |  |
| 2005年（平成17年） | 1,082人 | [ WEB 8 ]  |  |
| 2010年（平成22年） | 1,083人 | [ WEB 9 ]  |  |
| 2015年（平成27年） | 1,051人 | [ WEB 10 ] |  |

### 荒子
| 丁目       | 世帯数    | 人口    |
| ---------- | --------- | ------- |
| 荒子一丁目 | 584世帯   | 1,116人 |
| 荒子二丁目 | 592世帯   | 1,151人 |
| 荒子四丁目 | 224世帯   | 438人   |
| 荒子五丁目 | 164世帯   | 382人   |
| 計         | 1,564世帯 | 3,087人 |

国勢調査による人口の推移
| 1995年（平成7年）  | 2,230人 | [ WEB 6 ]  |  |
| 2000年（平成12年） | 2,598人 | [ WEB 7 ]  |  |
| 2005年（平成17年） | 2,786人 | [ WEB 8 ]  |  |
| 2010年（平成22年） | 3,053人 | [ WEB 9 ]  |  |
| 2015年（平成27年） | 3,188人 | [ WEB 10 ] |  |

## 学区
市立小・中学校に通う場合、学校等は以下の通りとなる。また、公立高等学校に通う場合の学区は以下の通りとなる。
| 町丁・丁目 | 番・番地等 | 小学校               | 中学校               | 高等学校 |
| ---------- | ---------- | -------------------- | -------------------- | -------- |
| 荒子町     | 全域       | 名古屋市立荒子小学校 | 名古屋市立一柳中学校 | 尾張学区 |
| 荒子一丁目 | 全域       | 名古屋市立野田小学校 | 名古屋市立一柳中学校 | 尾張学区 |
| 荒子二丁目 | 全域       | 名古屋市立荒子小学校 | 名古屋市立一柳中学校 | 尾張学区 |
| 荒子四丁目 | 全域       | 名古屋市立荒子小学校 | 名古屋市立一柳中学校 | 尾張学区 |
| 荒子五丁目 | 全域       | 名古屋市立荒子小学校 | 名古屋市立一柳中学校 | 尾張学区 |

## 施設

### 荒子一丁目
- 高畑車庫

### 荒子二丁目
- 荒子公園
- 名古屋西病院

### 荒子四丁目
- 蓮徳寺
- 富士天満社

### 荒子町
- 荒子観音（浄海山円龍院観音寺）

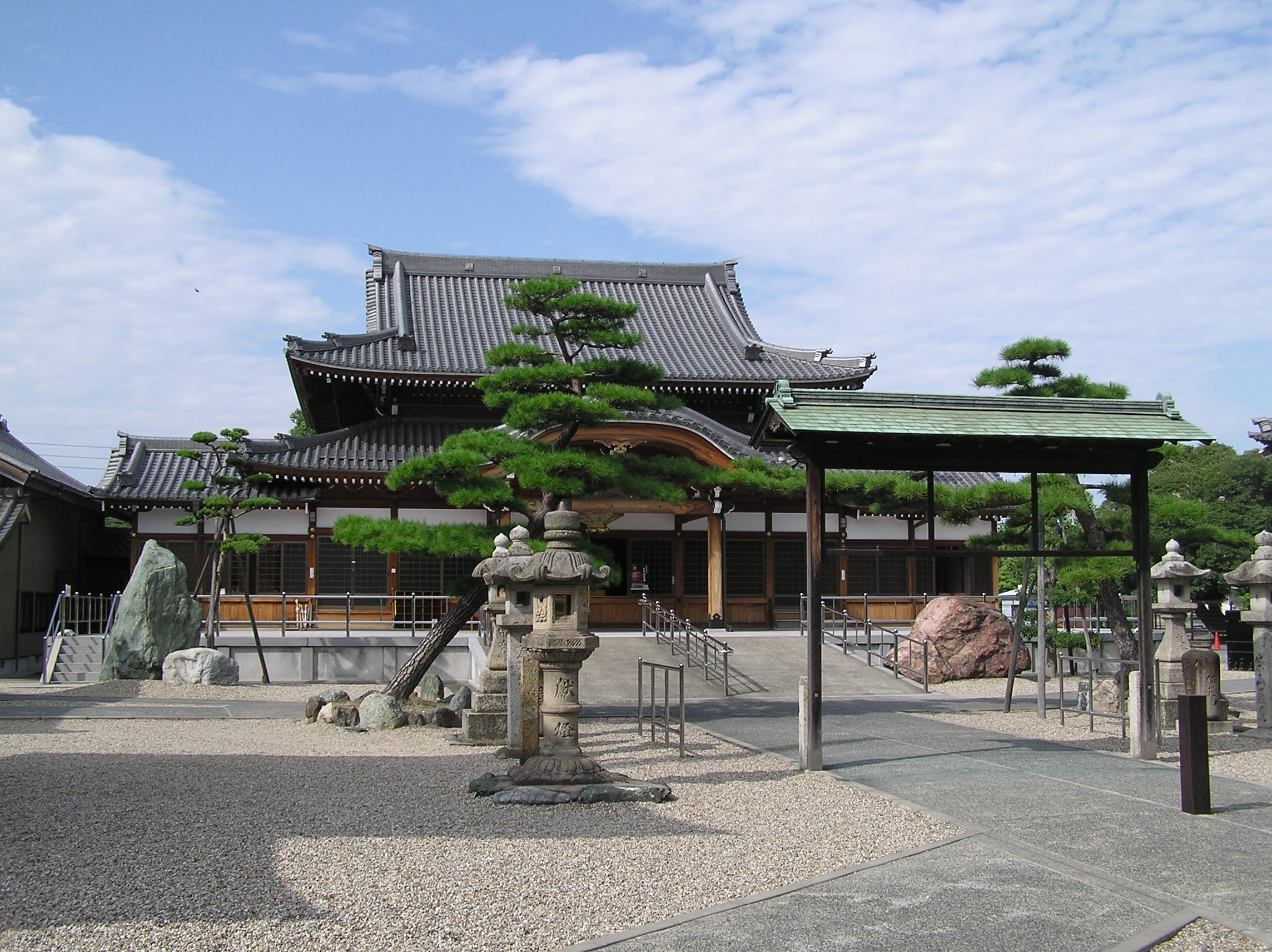
荒子観音（2006年9月）
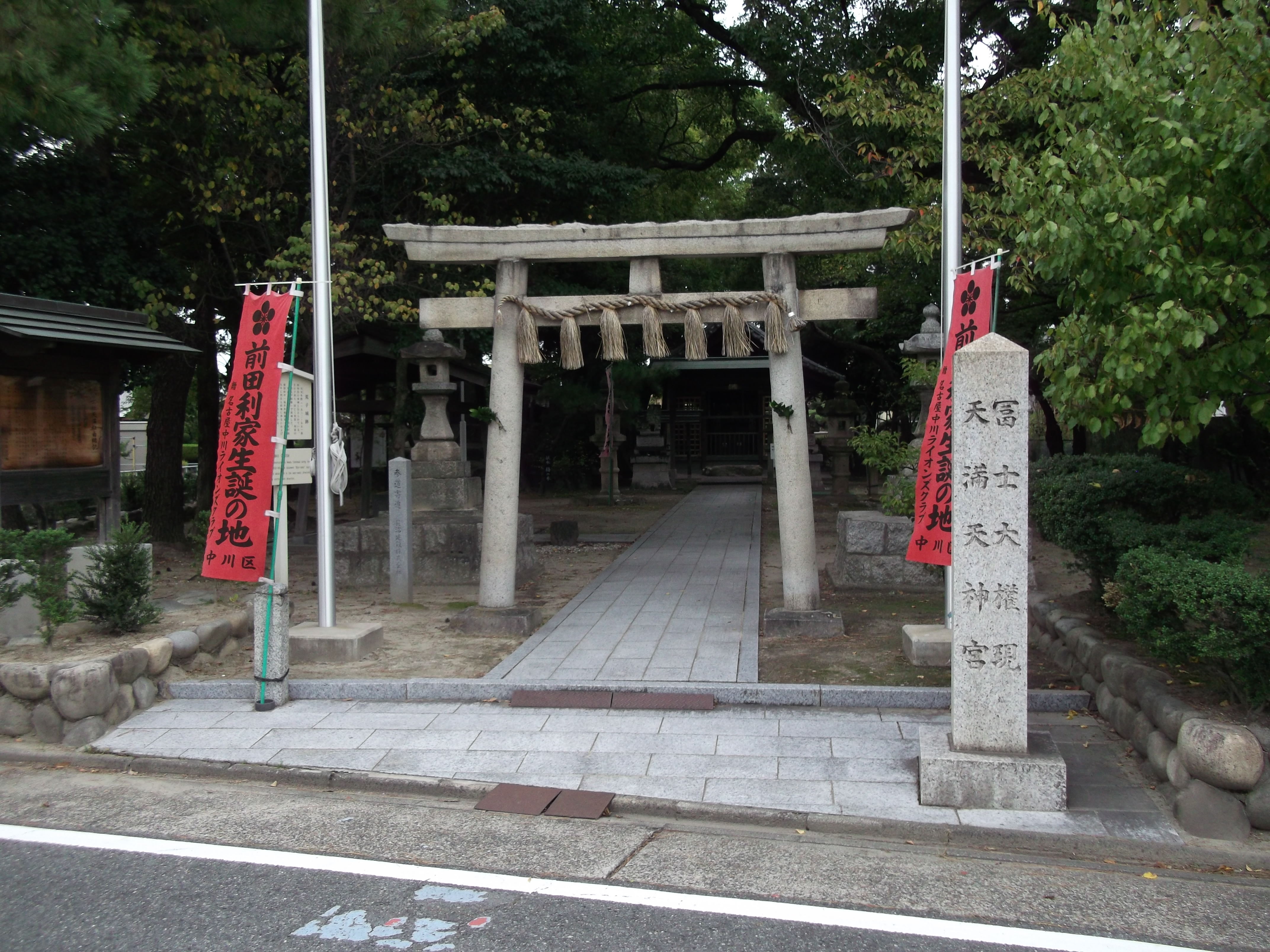
富士天満社（2014年10月）
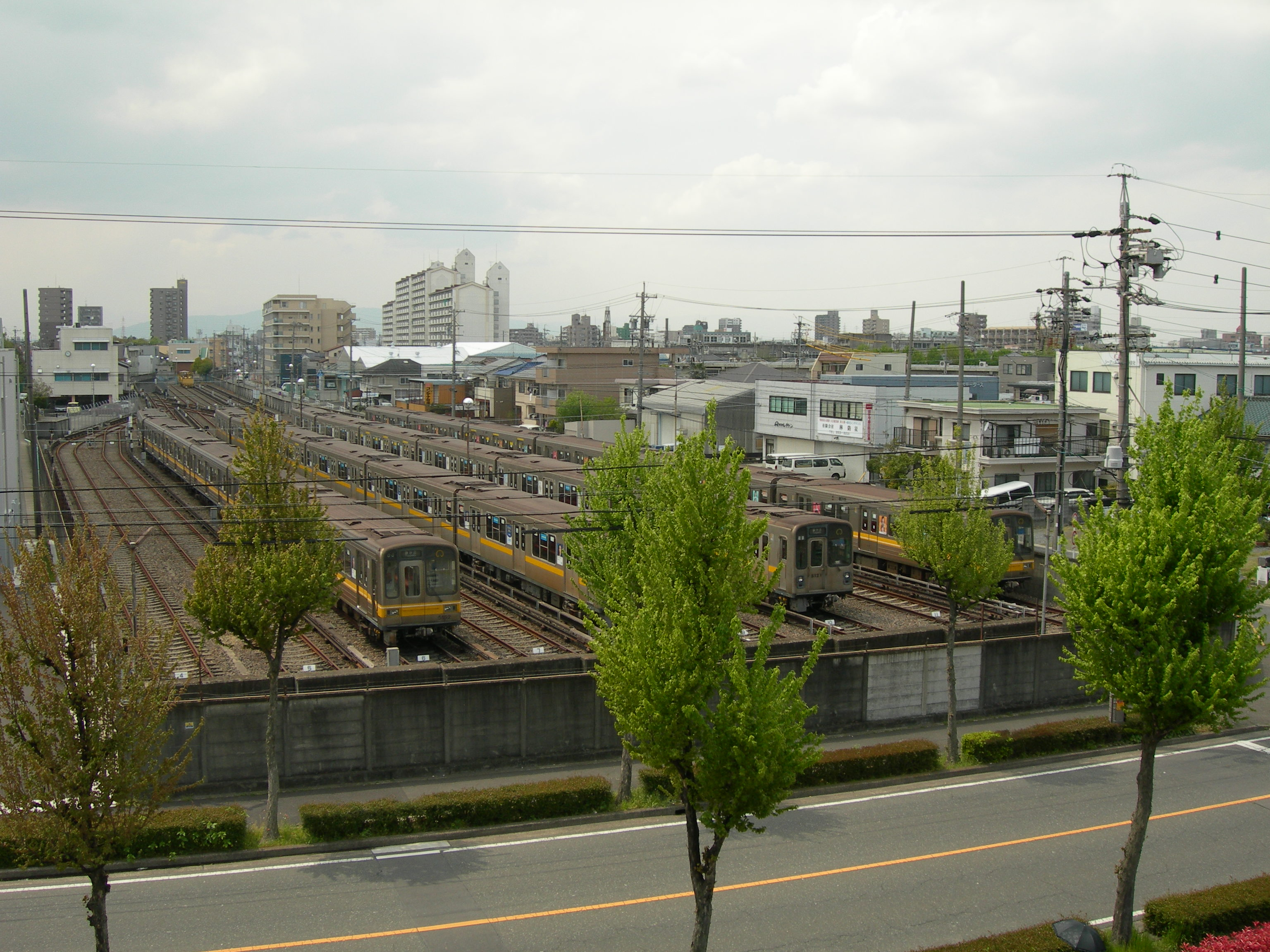
高畑車庫

## 交通

### 鉄道
最寄駅は名古屋臨海高速鉄道西名古屋港線（あおなみ線）荒子駅（吉良町所在）・南荒子駅（若山町所在）。
他に「荒子」を含む駅名として荒子川公園駅（港区寛政町所在）も存在するが、同駅周辺は荒子地域には含まれない。

### 道路
- 愛知県道29号弥富名古屋線（八熊通）
- 名古屋市道高畑町線

## その他

### 日本郵便
- 集配担当する郵便局は以下の通りである[WEB 13]。

| 町丁   | 郵便番号 | 郵便局     |
| ------ | -------- | ---------- |
| 荒子町 | 454-0861 | 中川郵便局 |
| 荒子   | 454-0869 | 中川郵便局 |

### WEB
1. 1 2 3  “町・丁目(大字)別、年齢(10歳階級)別公簿人口(全市・区別)”.   名古屋市 (2019年1月23日). 2019年1月23日閲覧。
2. 1 2  “郵便番号”.  日本郵便. 2019年2月10日閲覧。
3. 1 2  “市外局番の一覧”.   総務省. 2019年1月6日閲覧。
4. 1 2  “郵便番号”.  日本郵便. 2019年2月10日閲覧。
5. 1 2  “名古屋市道路認定図”.   名古屋市. 2021年1月2日閲覧。「中川区荒子町」のページを参考にした。
6. 1 2  総務省統計局 (2014年3月28日). “平成7年国勢調査の調査結果(e-Stat) - 男女別人口及び世帯数 －町丁・字等” (CSV). 2019年4月27日閲覧。
7. 1 2  総務省統計局 (2014年5月30日). “平成12年国勢調査の調査結果(e-Stat) - 男女別人口及び世帯数 －町丁・字等” (CSV). 2019年4月27日閲覧。
8. 1 2  総務省統計局 (2014年6月27日). “平成17年国勢調査の調査結果(e-Stat) - 男女別人口及び世帯数 －町丁・字等” (CSV). 2019年4月27日閲覧。
9. 1 2  総務省統計局 (2012年1月20日). “平成22年国勢調査の調査結果(e-Stat) - 男女別人口及び世帯数 －町丁・字等” (CSV). 2019年4月27日閲覧。
10. 1 2  総務省統計局 (2017年1月27日). “平成27年国勢調査の調査結果(e-Stat) - 男女別人口及び世帯数 －町丁・字等” (CSV). 2019年4月27日閲覧。
11. ↑  “市立小・中学校の通学区域一覧”.   名古屋市 (2018年11月10日). 2019年1月14日閲覧。
12. ↑  “平成29年度以降の愛知県公立高等学校（全日制課程）入学者選抜における通学区域並びに群及びグループ分け案について”.   愛知県教育委員会 (2015年2月16日). 2019年1月14日閲覧。
13. ↑  郵便番号簿 平成29年度版 - 日本郵便. 2019年01月06日閲覧 (PDF)

### 書籍
1. 1 2 3 4 5 6 7 8 9 10 11 12  名古屋市計画局 1992, p. 819.
2. ↑  「角川日本地名大辞典」編纂委員会 1989, p. 1484.
3. 1 2  名古屋市計画局 1992, p. 449.
4. ↑  名古屋市計画局 1992, p. 905.
5. ↑  中川倶楽部 1971, p. 10-11.
6. ↑  山田寂雀 1982, p. 90.
7. 1 2  名古屋市計画局 1992, p. 824.
8. 1 2 3  名古屋市計画局 1992, p. 820.
9. 1 2  名古屋市計画局 1992, p. 823.
10. ↑  中川倶楽部 1971, p. 34,57.
11. ↑  名古屋市計画局 1992, p. 816.
12. ↑  中川倶楽部 1971, p. 34.
13. 1 2  名古屋市計画局 1992, p. 821.
14. ↑  名古屋市計画局 1992, p. 822.
15. ↑  名古屋市計画局 1992, p. 818.
16. ↑  中川倶楽部 1971, p. 24.